# Ghiacciaio Hill
Il ghiacciaio Hill è un ghiacciaio situato sull'isola Spaatz, davanti all costa di English, nella parte occidentale della Terra di Palmer, in Antartide. Il ghiacciaio, il cui punto più alto si trova 26 m s.l.m., è situato in particolare vicino al lato meridionale dell'imboccatura di Ronne e scorre lungo la parte centro-occidentale dell'isola fino ad andare ad alimentare la piattaforma glaciale Stange, che ricopre l'omonimo stretto.

## Storia
Il ghiacciaio Hill fu mappato dallo United States Geological Survey (USGS) sulla base di fotografie aeree scattate dalla marina militare statunitense tra il 1961 e il 1966 e fu così battezzato dal Comitato consultivo dei nomi antartici in onore dell'ingegnere topografico dell'USGS Lennie J. Hill, membro del Reparto Esplorativo della Terra di Marie Byrd nel periodo 1967-68.